# Piero di Cosimo

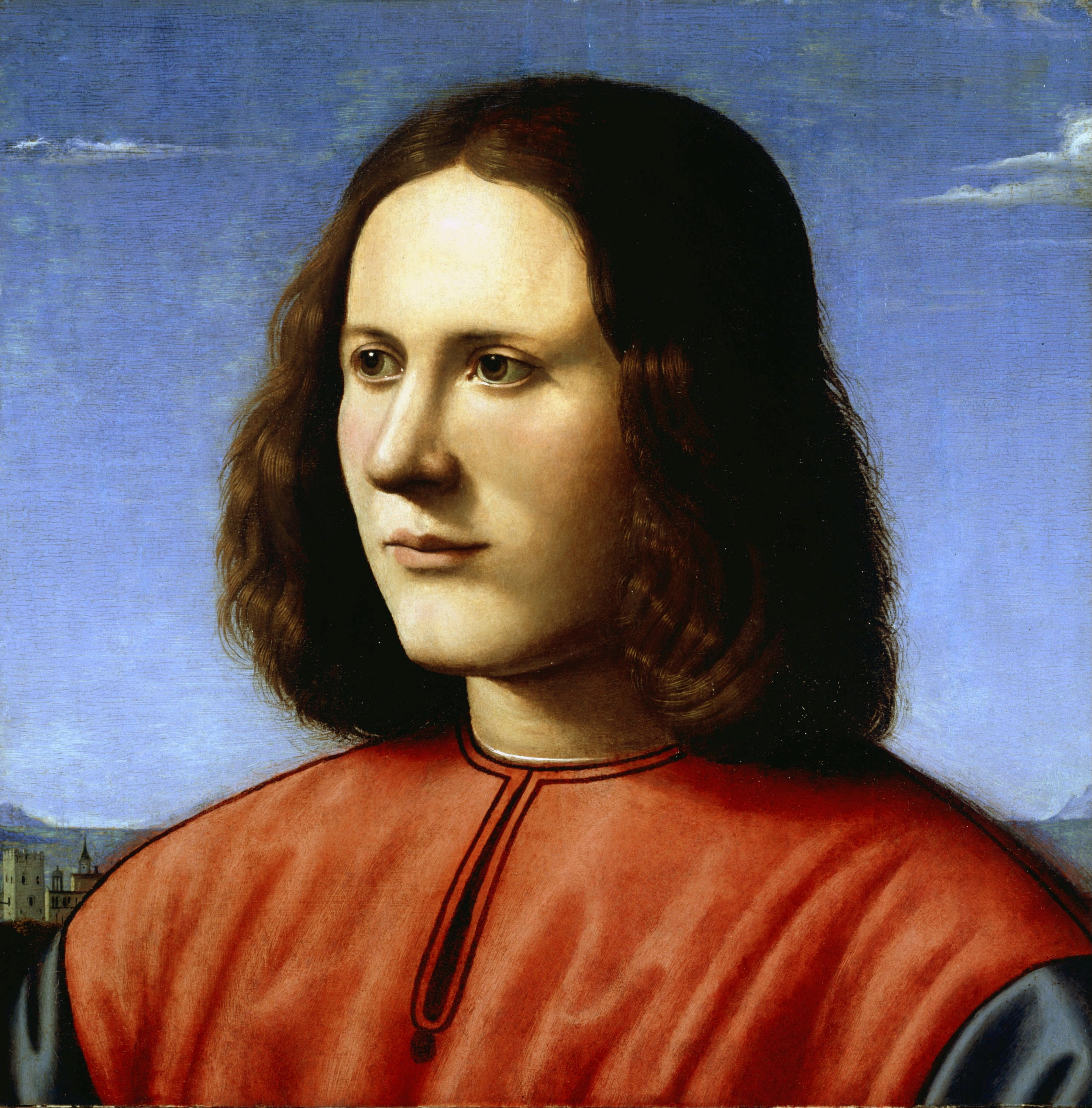
Piero di Cosimo: Portrét mladého muže

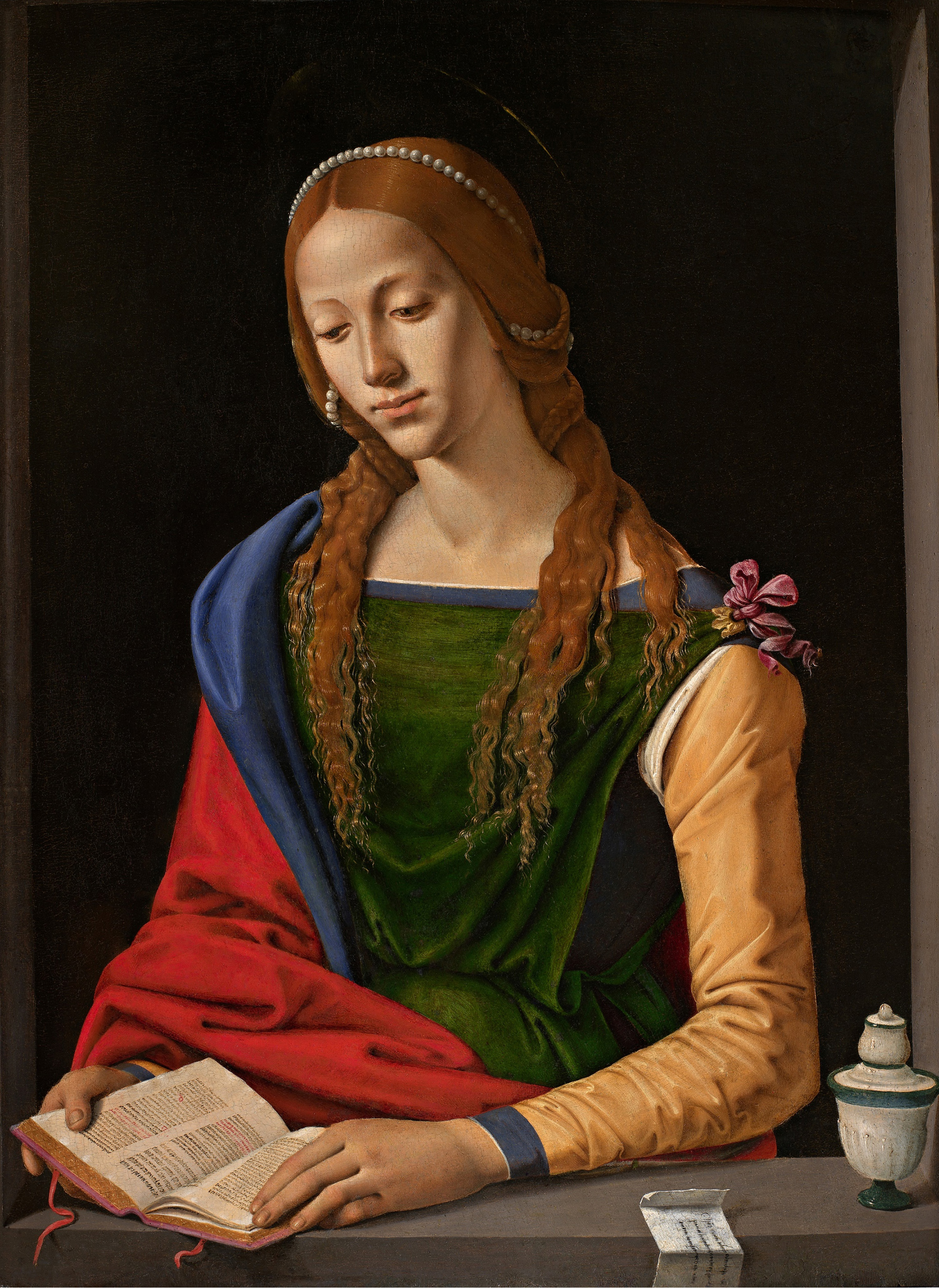
Piero di Cosimo: Marie Magdaléna

Piero di Cosimo (vlastním jménem Piero di Lorenzo) (1462, Florencie – 12. dubna 1522 Florencie) byl toskánský (italský) renesanční malíř.

## Životopis
Narodil v roce 1461 nebo 1462 v rodině zlatníka Lorenza Chimentiho ve Florencii. V jednom životopise však Giorgio Vasari uvádí rok 1441.
Pierův otec si všiml synova nadání pro kresbu a dal ho vyučit malířem v dílně Cosima Rosselliho, podle něhož byl Piero nazván di Cosimo. Rosselli viděl, že má Piero větší nadání než jiní žáci a dokáže více promýšlet svou práci, proto mu také častěji svěřoval důležité úkoly. Roku 1481 povolal papež Sixtus Rosselliho do Říma, aby vyzdobil část Sixtinské kaple. Mistr si na pomoc přizval i Piera di Cosimo. Pravděpodobně ho učil i alchymii a okultním vědám.
Když Rosselli zemřel v roce 1507, Piero se uzavřel do ústraní a nechtěl se starat o svůj dům a zahradu. Celý život byl spíš samotář a mnozí lidé ho považovali za blázna. Vasari popisuje, jak nedbal na vlastní pohodlí, péči o sebe a zcela se oddal umění. Žil velice svobodně a byl spjatý spíš s přírodou než se společností. Vnímal jako ruch pláč dětí, kašlání lidí, zpěv řeholníků i odbíjení zvonů. Zatímco déšť pro něj byl hudbou. Vůči přírodě pociťoval i jistou pokoru, jelikož měl strach z bouřky. Když mluvil s lidmi, působil roztržitě a často hovořil o zvláštních věcech, což vyvolalo u posluchačů pobavení. Ve stáří však přestával snášet přítomnost lidí, nesnesl ani své žáky. Postupně se takto připravil o pomocníky a sám již nezvládal malovat, protože ochrnul po mrtvici. Odmítal i péči lékařů a tak se jeho zdravotní stav jen zhoršoval. Datum Cosimovy smrti není doloženo, většinou je uváděn rok 1521, kdy měli najít jeho tělo pod schodištěm v jeho domě. Pochován byl v kostele San Pier Maggiore. Z období konce jeho života je známá pouze jedna podobizna, kterou vytvořil jeho blízký přítel Francesco da Sangallo. Dílo se bohužel nedochovalo, ale stalo se předlohou pro dřevoryt, který je uveden ve Vasariho životopise Cosima.
Mezi žáky Piera di Cosimo patřil Andrea del Sarto.

## Dílo
Cosimo velmi důkladně uvažoval nad výtvarným projevem již od dob svého mládí, kdy se učil u Rosselliho. Často využíval své dokonalé představivosti a inspirací pro jezdecké souboje či fantastická města a pohledy do krajiny se mu stávala omšelá zeď nebo mraky na obloze. Příroda pro něj byla velmi důležitá, nechával se jí okouzlovat a byl zastáncem názoru, že se do ní nemá nijak zasahovat. Důkladně ji zkoumal a dokázal ji ztvárnil se vší jemností.
Maloval technikou olejomalby. Důležitým prvkem v jeho malbách byla kresebnost a lineárnost. Často ztvárňoval mytologická témata a Pannu Marii.
V raném období, kdy navštívil Řím, byla jeho tvorba ovlivněna Filippinem Lippim a Domenicem Ghirlandaiem. V roce 1483 viděl Triptych Portinari od Huga van der Goes, v němž mohl sledovat důležitost krajiny v kompozici. Nejspíš se také inspiroval dílem Niccoly da Correggia, roku 1487 bylo uvedeno jeho drama Zefyr ve Ferraře. Znal také díla Leonarda da Vinci a nechal se inspirovat především jeho atmosférickými krajinami. V Cosimových pracích lze sledovat tento vliv po roce 1500.
Díla Piera di Cosimo se obtížně určují, jelikož většina z nich není signovaná ani datovaná.

## Nejznámější díla

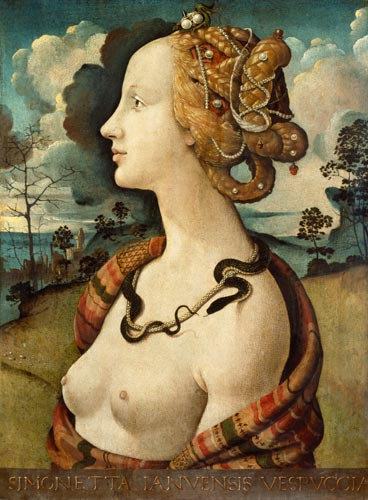
Portrét Simonetty Vespucci

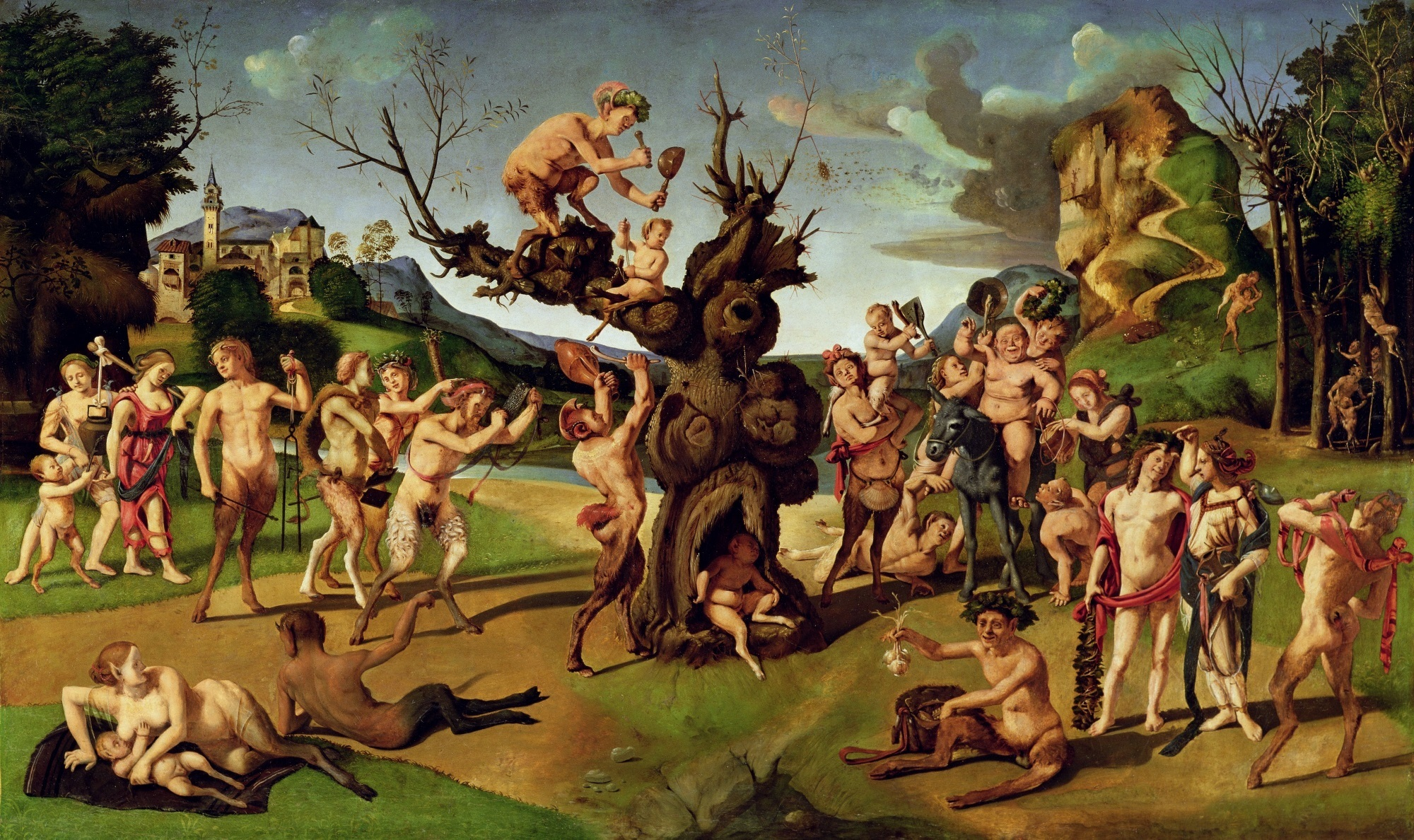
Piero di Cosimo: Nalezení medu

| Dílo, rok, materiál, rozměry a současné umístění                                                                                       | Popis |
| --- | --- |
| Portrét Simonetty Vespucci, asi 1480, olej na desce, 57 x 42 cm, Musée Condé, Chantilly                                                | Nejspíš se jedná o dílo, jež Vasari uvádí pod názvem Kleopatra, které se ovíjí had kolem krku. Cosimo namaloval profil ženy s bohatým účesem zdobeným perlami a odhalenými ňadry. Kolem krku se jí ovíjí had. Bílá pleť ženy vyniká na černém mraku v pozadí. Ve spodní části je nápis se jménem Simonetta Ianvensis Vespvccia, podle něhož bylo dílo pojmenováno. Nápis byl však připsán druhotně, když se obraz dostal do majetku rodiny Vespucci. Původně ho nejspíš vlastnil Francesco da Sangallo, o kterém hovořil Vasari ve spojitosti s obrazem Kleopatry. |
| Kázání na hoře, 1481, freska, 349 x 570 cm, Sixtinská kaple, Řím                                                                       | Patří mezi první díla Piera di Cosimo, o kterých víme. Pracoval na něm jako pomocník Rosselliho při zakázce pro papeže Sixta IV. Jedná se o scénu ze života Krista, kde káže své poselství lidem. Kompozice se nachází mezi výjevy ze života Krista a Mojžíše, které jsou vyobrazeny v pásu na stěně Sixtinské kaple. V této scéně se podílel především na vytvoření krajiny. |
| Portréty Verginia Orsina a Ruberta Sanseverina, 1481, Sixtinská kaple, Řím                                                             | V období, kdy Cosimo pobýval v Římě, namaloval řadu portrétů. Tyto byly součástí výzdoby v Sixtinské kapli, na které pracoval s Rossellim. Nakreslil také např. vévodu Valentinského (kondotiér Cesare Borgia, syn papeže Alexandra VI.) Portrét byl zničen již v době, kdy psal Vasari životopis o Pierovi di Cosimo, byl znám jen přípravný karton, který vlastnil probošt kostela San Giovanni, Cosimo Bartoli. Cosimo portrétoval i mnoho florentských měšťanů. |
| Venuše, Kupido a Mars, 1490, desková malba (topol), 72 x 182 cm, Staatliche Museen, Berlín                                             | Nahá Venuše s Martem leží proti sobě na rozkvetlé louce. Mars spí. V pozadí je několik amorů, kteří si hrají s Martovou zbrojí. Venuše má po boku Kupida a bílého králíka. Autor zde ztvárnil i myrtový háj a Venušiny holubice. Dílo se nacházelo v domě Vasariho. |
| Madona s dítětem, anděly a světci, 1493, desková malba, 203 x 197 cm, Museo dell' Ospedale degli Innocenti, Florencie                  | Původně byl obraz vytvořen pro správce nemocnice degl' Innocenti, pro kapli Pugliesů. |
| Vulkán a Aiolos, 1495 – 1500, olej a tempera na plátně, National Gallery of Canada, Ottawa                                             | V levé části obrazu kuje Vulkán podkovu s pomocí Aiola, který rozdmýchává oheň. Kolem jsou další postavy, v pozadí staví dům. Ve středu kompozice sedí muž na koni a sleduje výrobu podkovy. Cosimo chtěl nejspíš zdůraznit důležitost ohně, který byl nezbytný pro zrod civilizace. |
| Procridina smrt, asi 1500, olej na desce, 65 x 183 cm, National Gallery, Londýn                                                        | Mrtvé tělo nymfy Procrid leží na louce a nad ní se sklání satyr, který ji oplakává. U těla nymfy sedí pes. V pozadí se táhne mořské pobřeží, po kterém pobíhají další psi. Tento výjev pravděpodobně symbolizuje osamělost. |
| Alegorie, 1500, desková malba, National Gallery of Art, Washington                                                                     | Ve středu kompozice se nachází anděl se vzpínajícím se koněm na ostrově. V moři kolem něj plave siréna. Anděl představuje nadpozemskou bytost ve službách Boha. Zvláštností je, že anděla představuje ženská postava, což v tomto období nebylo obvyklé. Vzpínající se kůň může symbolizovat počátek cesty a jeho bílá barva život nadřazený obyčejným lidem. Ostrov by mohl značit privilegované místo, které je přístupné jen po vodě. Siréna představuje nebezpečí, které může zmařit dosažení plánovaného cíle. |
| Nalezení medu, 1505 – 1510, olej na desce, Worcester Art Museum, Worcester                                                             | Malba zachycuje průvod nymf a satyrů, kteří vybírají plástve s medem ze starého stromu. Další satyrové hrají na hudební nástroje. Na pravé straně stojí Bakchus, kterého korunuje nymfa vavřínovým věncem. V pozadí se rozprostírá krajina s městem. Med symbolizuje moudrost, protože jím byl v dětství krmen Zeus a Bakchus. Je také symbolem zasvěcení do tajemství, jelikož výroba samotného medu byla tajemstvím. Med se používal i jako úlitba bohům. |
| Početí, 1510, desková malba, 184 x 178 cm, kostel San Francesco, Fiesole                                                               | |
| Triumfální průvod Smrti, 1511, Florencie                                                                                               | Cosimo byl autorem koncepce a realizace triumfálního průvodu Smrti pořádaného na masopustu v roce 1511. Pomáhal mu při tom Andrea di Cosimo. Vytvořil černý vůz s namalovanými hnáty a bílými kříži, který byl tažen buvoly. Na něm stála Smrt s kosou a kolem ní byly rakve. Ty se vždy při zastavení průvodu otevřely a z nich vystoupily postavy představující kostlivce, sedli si na rakev a zpívali píseň, kterou pro tento průvod napsal Antonio Alamani. Vůz doprovázeli další kostlivci na koních s černou čabrakou a bílými kříži. Někteří kostlivci nesli pochodně. Za průvodem šli s deseti korouhvemi a všichni zpívali Davidův žalm Miserere. Byla to velkolepá událost, která lidi ohromila, i když působila značně děsivě. Cosimo byl patřičně oceněn a Florencie se stala vyhlášenou v pořádání podobných slavností. Někteří diváci, např. Andrea di Cosimo a Andrea del Sarto, viděli v tomto průvodu symbol návratu Medicejských a rady Dvanácti do Florencie, který však proběhl až v roce 1512. Je tedy pravděpodobné, že tento význam si lidé vymysleli až po návratu Medicejských do Florencie. |
| Mýtus o Prométheovi, 1515, olej na desce, Alte Pinakothek, Mnichov                                                                     | Cosimo v díle zachytil důležité okamžiky Prométheova života. V levé části kompozice zachytil, jak modeluje lidskou postavu. Napravo je Prométheovo setkání s Minervou a jejich cesta na nebesa, kde si měl Prométheus vybrat nejužitečnější živel. A nakonec Jupiterův trest Prométhea za to, že ukradl bohům oheň a snesl jej na zem. Ve středu kompozice dominuje socha mužského aktu. V pozadí je krajina s městem. |
| Stavba paláce, 1515 – 1520, olej na desce, 83 x 197 cm, Ringling Museum of Art, Sarasota                                               | V tomto díle využil Cosimo znalost perspektivy na zobrazení architektury. Přínosem této kompozice je zachycení různých technik při práci na stavbě, např. kladkostroje. |
| Stojící Madona s dítětem, klášter San Marco                                                                                            | |
| Navštívení Panny Marie se sv. Mikulášem a sv. Antonínem, 1489 – 1490, desková malba, 184 x 189 cm, National Gallery of Art, Washington | Sv. Antonín je zobrazen s brýlemi, jak čte v knize. V obraze najdeme lesknoucí se koule, jejichž světla se zrcadlí v sobě navzájem. Tento a další detaily poukazují na mistrnost Cosimovy malby. Původně byla malba určená pro kapli Gina Capponiho v kostele Santo Spirito ve Florencii. |
| Panna Maria, asi 1505, desková malba, 206 x 172 cm, Galleria degli Uffizi, Florencie                                                   | Panna Maria stojí ve středu kompozice a dívá se do nebes, kde se nad ní vznáší Duch svatý. Vedle P. Marie klečí sv. Markéta a sv. Kateřina, které ji uctívají. Stojí zde ještě sv. Petr, Jan Evangelista, sv. Filip z řáru servitů (v kapli byly uschovány jeho šaty a poduška) a sv. Antonín, florentský arcibiskup a všichni vzhlížejí k P. Marii. V pozadí se rozprostírá podivuhodná krajina se zvláštními stromy a jeskyněmi. Celou scénu osvětluje především záře z holubice Ducha svatého. Na predelle Cosimo zobrazil malé výjevy. Na jednom z nich byla sv. Markéta, jak vystupuje z útrob draka. Predella se však nedochovala. Původně bylo dílo určeno pro kapli Tedaldi v kostele servitů. |
| Mořská obluda a kresby zvířat | Cosimo dokázal naprosto fantasticky ztvárnit různé nestvůry. Dokládal to obraz mořské obludy, který vytvořil pro velkovévodu Giuliana de' Medici. V době, kdy psal Vasari životopis Cosima, byl tento obraz v kabinetě vévody Cosima de' Medici. Zde se také nacházela Cosimova kniha perokreseb zvířat, kterou vévodovi věnoval probošt kostela San Giovanni, Cosimo Bartoli. Obě díla se však do dnešní doby nedochovala. |
| Výzdoba domu Francesca del Pugliese, Florencie                                                                                         | Cosimo vytvořil obrazy pro jednu místnost. Plně využil své fantazie a ztvárnil přímo pohádkové scény. Po smrti majitele a jeho potomků byly obrazy odstraněny. Je možné, že k výzdobě patřila tři menší díla zachycující příběhy Persea, která se nachází v Uffizi. |
| Perseus osvobozující Andromedu, 1513, olej na dřevě, 70 x 123 cm, Galleria degli Uffizi, Florencie                                     | Dílo bylo pro Filippa Strozziho st. Perseus zde probodává mořskou obludu a Andromeda je připoutána. V popředí jsou hrající a zpívající lidé, kteří oslavují osvobození Andromedy. Obraz působí velmi harmonicky a půvabně. Za Vasariho byl umístěn v domě komorníka vévody Cosima de' Medici, Sforzy Almeniho, který jej získal od Giovana Battisty. |
| Trůnící Madona, City Art Museum, Saint Louis                                                                                           | Madona sedí na trůnu, kolem ní stojí čtyři postavy a dva andělé ji korunují. Původně byl obraz pro kapli kostela San Pietro Gattolini. Ve Vasariho době byl přemístěn do kostela San Friano, jelikož San Pietro Gattolini byl zbořen. |
| Výzdoba domu Giovanniho Vespucci | Cosimo ztvárnil výzdobu jedné místnosti. Vytvořil obrazy s výjevy bakchanálií, kde najdeme fauny, satyry, silvany, putty, bakchantky a Siléna sedícího na oslu. Autor zachytil věrohodně řadu detailů, pastevecké brašny, kozlí kůže a další. |
| Portrét architekta Giuliana da Sangallo, asi 1500, desková malba, 47,5 x 33,5 cm, Rijksmuseum, Amsterdam                               | |
| Portrét Francesca Giambertiho, Mauritshuis, Haag                                                                                       | Otec Giuliana da Sangalla. |
| Tondo Svatá rodina se sv. Janem Křtitelem, Gemäldegalerie, Drážďany                                                                    | |